# Milenković
Milenković  je priimek v Sloveniji in tujini. Po podatkih Statističnega urada Republike Slovenije je na dan 1. januarja 2010 v Slovenjiji uporabljala ta priimek 201 oseba.  

## Znani nosilci priimka
- Dobrosav Milenković (1874—1973), srbski general
- Stefan Milenković (*1977), srbski violinist
- Ninoslav Milenković, bosanskohercegovski nogometaš